# Festiwal Birofilia

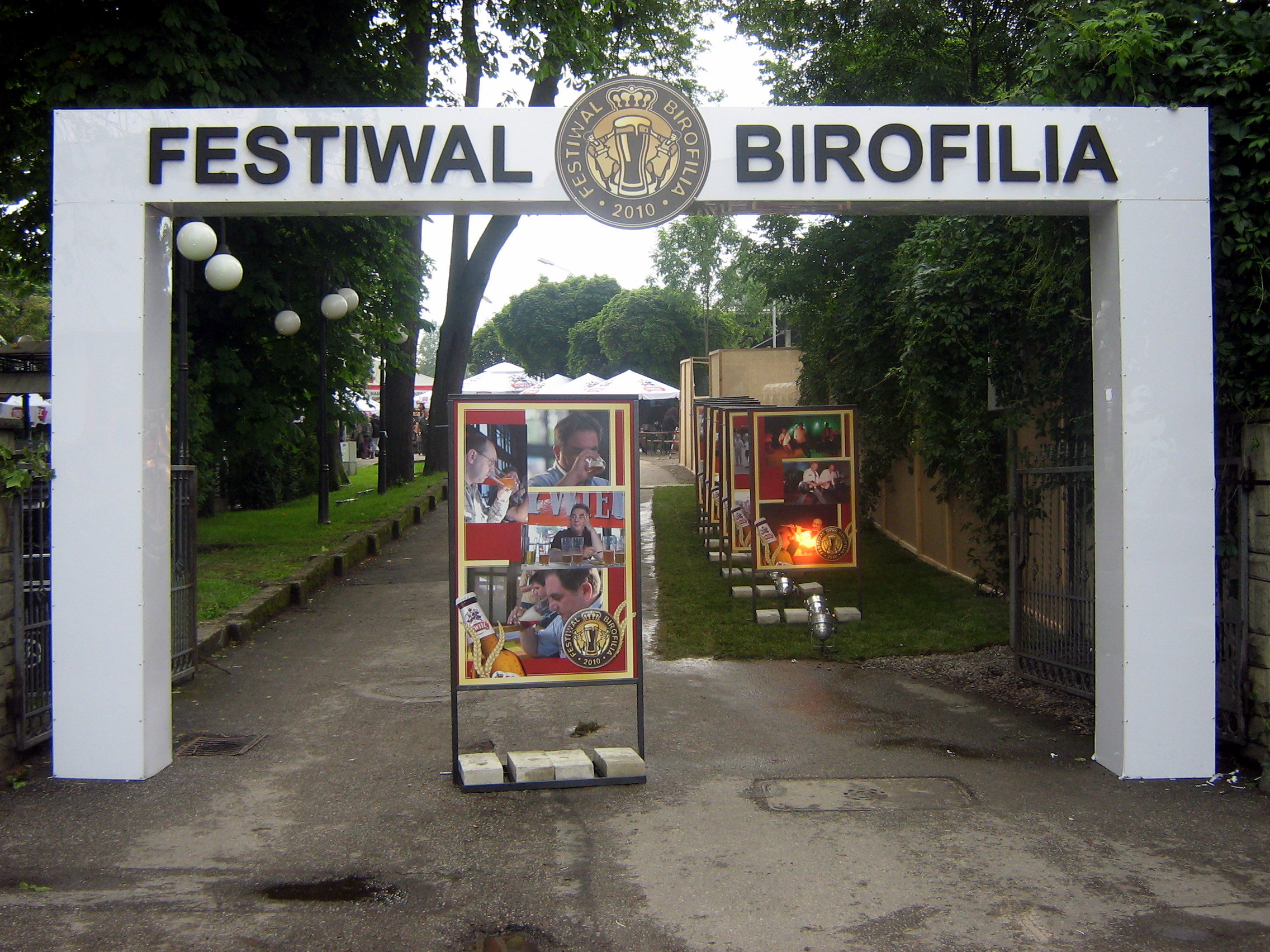
Wejście na festiwal, 2010

Festiwal Birofilia – były międzynarodowy festiwal poświęcony tematyce piwnej i piwowarskiej. Odbywał się w czerwcu na terenie Browaru Żywiec i Piwiarni Żywieckiej. Składał się z Międzynarodowej Giełdy Birofiliów oraz Festiwalu Piwowarów, który obejmuje Konkurs Piw Domowych, Konkurs Piw Rzemieślniczych, Konkurs Etykiet Piw Domowych oraz Konkurs Dziennikarzy „Pszeniczna Bomba”. Na terenie festiwalu organizowana jest tzw. Aleja Piw Świata prezentująca najciekawsze piwa zagraniczne. Swoje stoiska mają również polskie rzemieślnicze browary restauracyjne, piwowarzy domowi, sklepy specjalistyczne i organizacje piwowarskie. Coroczną atrakcją festiwalu była wizyta księżnej Marii Krystyny Altenburg, córki arcyksięcia Karola Olbrachta Habsburga – właściciela żywieckiego browaru do 1945 r. W trakcie festiwalu organizowany jest pokaz warzenia piwa, palenia słodu, zwiedzanie browaru i przyległego muzeum. Część rozrywkową festiwalu wypełniają konkursy i zabawy piwowarskie na scenie giełdowej, występy folklorystyczne i koncerty zespołów muzycznych.

## Międzynarodowa Giełda Birofiliów

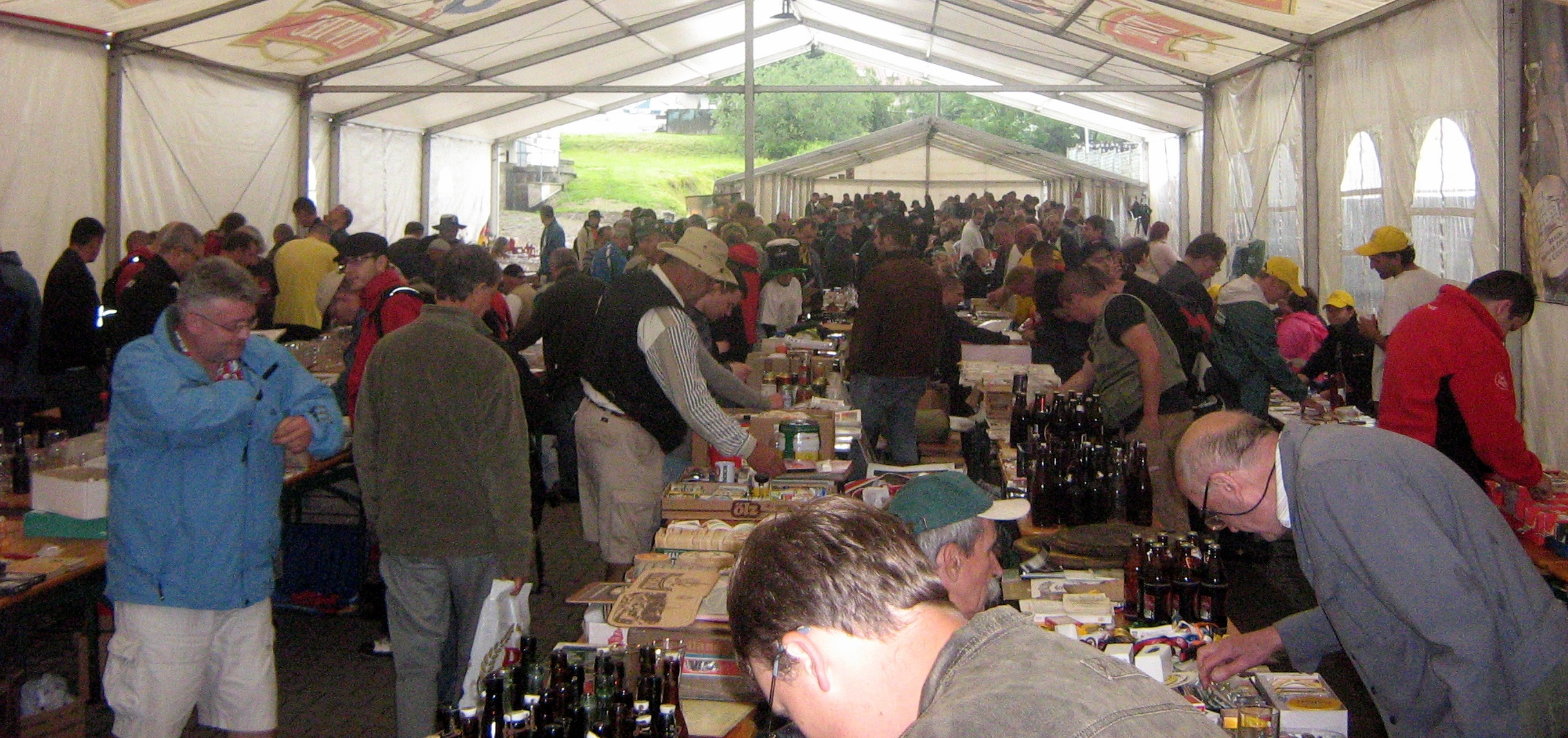
Pawilon giełdy, 2010 r.

Pierwsza giełda w Żywcu została zorganizowana w 1996 r. z inicjatywy Władysława Gawlińskiego, jednego z prekursorów ruchu birofilskiego oraz Grzegorza Zwierzyny, kierownika Piwiarni Żywieckiej, a wsparta została przez ówczesnego dyrektora handlowego Browaru Żywiec Jarosława Koźlika. Odbyła się w sąsiadującej z browarem Hali Sportowej Górala Żywiec. Rok później browar przejął patronat nad giełdą, która sukcesywnie rozwijała się o dodatkowe imprezy piwowarskie, kolekcjonerskie i rozrywkowe. W 1999 r. giełda nabrała charakteru międzynarodowego i przeniesiona została do pałacu Habsburgów żywieckich. W 2000 r. nastąpiła ostatnia zmiana lokalizacji giełdy – odbyła się ona na terenie przynależnej do browaru Piwiarni Żywieckiej i tu odbywała się do ostatniej edycji festiwalu w roku 2014. W 2003 r. zadebiutował konkurs piw domowych, a stale rozwijająca się impreza nabrała charakteru piwowarskiego festiwalu i od kolejnego roku przedłużona została do 2 dni.

## Konkurs Piw Domowych

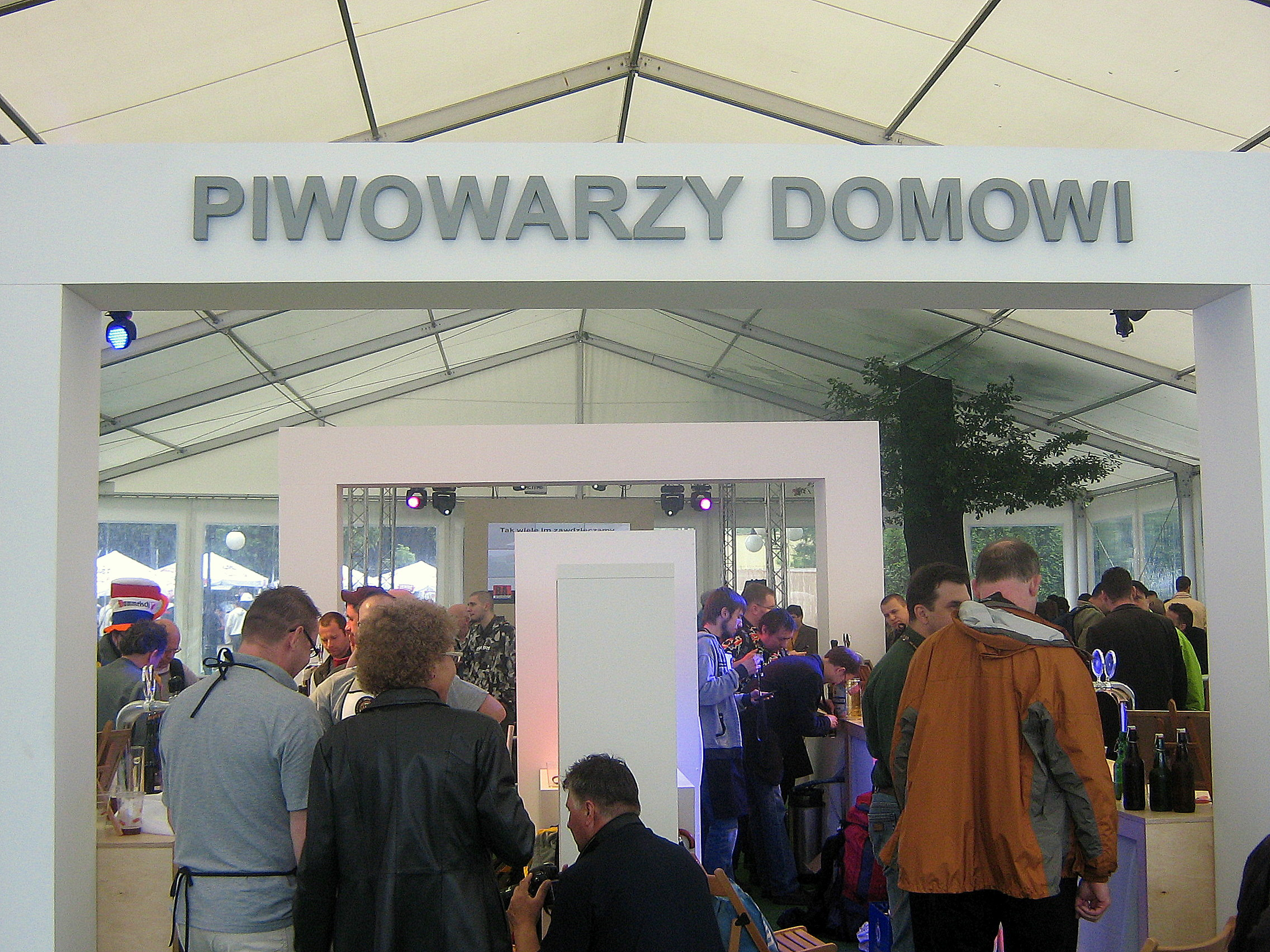
Strefa piwowarów domowych

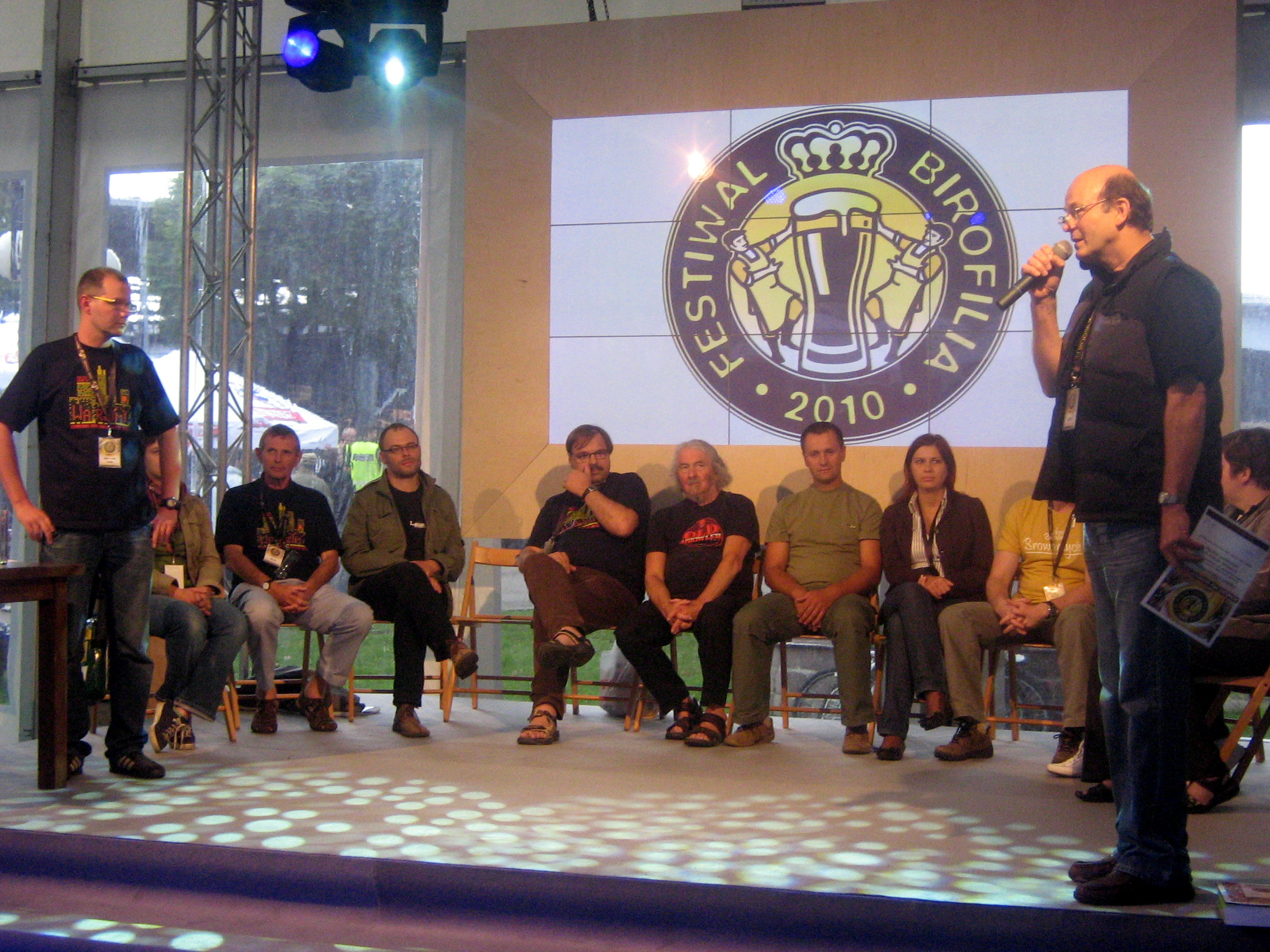
Jury VIII KPD – ogłoszenie wyników

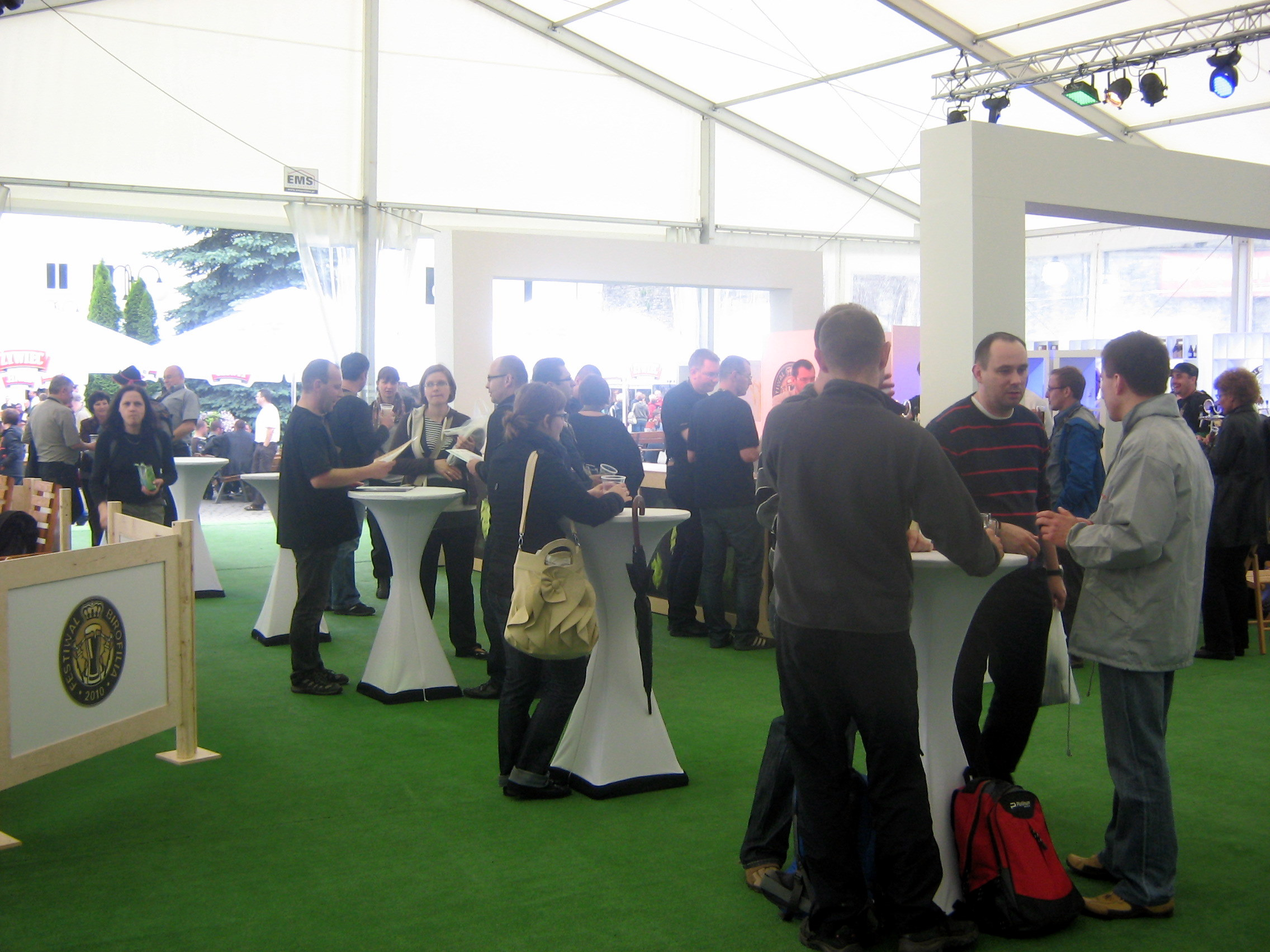
Rozmowy uczestników festiwalu

Konkurs Piw Domowych w Żywcu to pierwszy w Polsce konkurs poświęcony piwom warzonym przez piwowarów domowych. Pomysłodawcą i inicjatorem imprezy był Ziemowit Fałat, który zaprosił dr Andrzeja Sadownika jako przewodniczącego składu sędziowskiego do przeprowadzenia konkursu. W latach 2003–2010 organizatorem konkursu był Browamator, natomiast od roku 2011 organizację przejęło Polskie Stowarzyszenie Piwowarów Domowych.
Pierwsza edycja odbyła się w 2003 r. Wzięły w niej udział 42 piwa, a najwyższe oceny otrzymali ex aequo Izabela Niżnik za piwo ciemne oraz Tomasz Wójcik w kategorii otwartej za piwo Imbirowe Jasne. W 2004 r. najwyższej ocenione zostało piwo w kategorii Jasne Ale do 13 Blg., które uwarzył Hubert Cała. W kolejnym roku zwycięzcą został Piotr Bodner za piwo pszeniczne, a jury postanowiło od następnego roku przyznawać tytuł Grand Championa – Wielkiego Mistrza – za najlepsze piwo spośród wszystkich kategorii. Pierwszym Grand Championem został Tomasz Banachowicz za swoje piwo typu koźlak. W 2009 r. Grupa Żywiec ustanowiła specjalną nagrodę dla najlepszego piwowara – nagrodą tą jest przemysłowe uwarzenie piwa w cieszyńskim Brackim Browarze Zamkowym według receptury najlepszego piwa festiwalu i pod nadzorem jej autora. Jan Krysiak został pierwszym piwowarem-amatorem, który warzył swoje piwo w Cieszynie. Piwo to pod nazwą Bracki Koźlak Dubeltowy zostało wprowadzone do sprzedaży 6 grudnia 2009 r.
Ocena piw w KPD dokonywana jest w kilku kategoriach przez kilkunastoosobowe, profesjonalne, międzynarodowe jury, któremu od początku przewodniczy dr Andrzej Sadownik. Wśród sędziów oceniających piwa byli m.in. Magdalena Banasiak (Bractwo Piwne), Małgorzata Bielec (Browar Perła), Joanna Bronkowska (Browar Okocim), Eric De Geyter (Belgium's Best, Belgia), Ian Hornsey (Royal Society of Chemistry, Anglia), Don Jeffrey (Brain Brewery, Walia), Dorota Klebieko (Browar Bosman), Tom Knox (Nethergate Brewery, Anglia), Honza Kočka (Browar Kocour, Czechy), Rafał Kowalczyk (Browarzyciel, PSPD), Jakub Kumorek (Browar Żywiec), Thomas Kraus (Słodownia Weyermann, Niemcy), Agnieszka Lipińska (Browar Bosman), Robert Makłowicz (krytyk kulinarny), Gert Jan Muts (Heineken, Holandia), Joanna Oko (Browar Perła), Maciej Paszkowski (Brovaria Poznań), Volker Quante (Niemieckie Stowarzyszenie Piwowarów Domowych), Bruno Reinders (Browar Mort Subite, Belgia), Andreas Richter (Słodownia Weyermann, Niemcy), Michal Rouc (Pivovar Velke Brezno, Czechy), Małgorzata Staniszewska (Browar Kasztelan), Beata Stawska –Trela (Browar Kasztelan), Conrad Seidl (Bierpapst, Austria), Jan Šuráň (Pivovarský dům, Czechy), Dominik Szczodry (Bracki Browar Zamkowy), Artur Szudrowicz (Browar.biz), Anna Trąba (Browar Okocim), Dirk Wagner (Niemieckie Stowarzyszenie Piwowarów Domowych), Rafał Wesołowski (Stowarzyszenie Winiarzy i Miodosytników Polskich), Martin Zuber (Browar Paulaner, Niemcy).
| Edycja | Rok  | Grand Champion              | Kategoria                           | Liczba piw | Kategorie konkursowe |
| ------ | ---- | --------------------------- | ----------------------------------- | ---------- | --- |
| XVIII  | 2020 | ?                           | ?                                   | ?          | Koźlak (Bock), Nowofalowy Pils, Czeskie półciemne (Polotmavé), Witbier, Gose, American Brown Ale, APA z herbatą, Żytnie IPA, Belgian Tripel, Angielskie Barleywine, Pastry Imperial Stout, Niskoalkoholowe NE IPA do 2% alk., Hazy IPA, Stout Owsiany, Brett Grodziskie |
| XVII   | 2019 | Piotr Kaleńczuk             | Belgian Dark Strong Ale (Quadrupel) | 670        | Jasne Pełne (Světlý Ležák), Kellerbier, Doppelbock, Roggenbier, Munich Dunkel, Owocowy Berliner Weisse, Grodziskie, Saison, American Wheat, Brut IPA, Brett IPA, Coffee American Pale Ale, American Barleywine, Wędzony Foreign Extra Stout, Belgian Dark Strong Ale, Russian Imperial Stout |
| XVI    | 2018 | Adam Necel                  | Mocne Ale (Wheatwine)               | 415        | Lagery (Czech Pale Lager, German Pils, Dunkles Bock, Marzen), Lekkie Ale (Dark Mild, Irish Red Ale, Trappist Single, Scottish Heavy, California Common), Specjalne IPA (West Coast IPA, White IPA, Belgian IPA, English IPA, Rye IPA), Mocne Ale (Wheatwine, Wee Heavy, American Strong Ale, Strong Bitter), Piwa Ciemne (American Porter, Scharzbier, Irish Stout, Dunkles Weissbier), Pszeniczne i owocowe (Witbier, Biere de Garde, Fruit Irish Stout, Italian Grape Ale), Piwa kwaśne (Brett Beer, Lichtenhainer, Oud Bruin, Mix Fermentation Beer) |
| XV     | 2017 | Dawid Bobryk                | Northeast IPA                       | 446        | Gose, Polskie Pszeniczne, English Porter, Lager Wiedeński, Nowofalowy Pils, Brett Saison, American Stout, Northeast IPA, Rauch-Doppelbock, Rye Wine |
| XIV    | 2016 | Piotr Machowicz             | Fruit Wheat Beer                    | 340        | Berliner Weisse, Summer Ale, Session IPA, Stout owsiany, Fruit Wheat Beer, Brett Ale, Rauchpils, Koźlak, Belgian Tripel, Imperial Baltic Porter |
| XIII   | 2015 | Piotr Marczyk i Piotr Terka | Belgian-Style Sour Ale              | 513        | Mild, Polotmave, Pszeniczne Wędzone, Monachijskie Jasne, Belgian-Style Sour Ale, Coffee Stout, Saison, White, Rye, Imperial Red Ale |
| XII    | 2014 | Czesław Dziełak             | Dubbel                              | 752        | Grodziskie, Best Bitter, American Wheat, Czeski Pilzner, Schwarzbier, Rauchbier, Black IPA (Cascadian Dark Ale), Foreign Extra Stout, Dubbel, Russian Imperial Stout |
| XI     | 2013 | Czesław Dziełak             | Imperial India Pale Ale             | 432        | Jasne lekkie (desitka), Dymiony porter/stout, Altbier, Dunkelweizen, Robust Porter, Blond, Koźlak, Imperial India Pale Ale |
| X      | 2012 | Andrzej Miler               | koźlak dymiony (Rauchbock)          | 371        | Bitter, Dry Stout, Pils niemiecki, witbier, Hefeweizen,(pszeniczne), California Common, American India Pale Ale, Rauchbock (koźlak dymiony), Belgijskie ciemne mocne ale (Quadrupel), Barleywine |
| IX     | 2011 | Jan Szała                   | kolońskie                           | 200        | rosyjski imperialny stout, złote mocne belgijskie ale, lager wiedeński, bohemskie ciemne, kolońskie, szkockie ale 70 /- |
| VIII   | 2010 | Dorota Chrapek              | belgijskie pale ale                 | 177        | porter bałtycki, Scotch Ale Wee Heavy, koźlak pszeniczny, Milk Stout, belgijskie pale ale, monachijskie jasne |
| VII    | 2009 | Jan Krysiak                 | koźlak dubeltowy                    | 134        | porter bałtycki, koźlak dubeltowy, Saison, żytnie, pilzner czeski/bohemski, Brown Ale Mild |
| VI     | 2008 | Hubert Kurzepa              | Stout Foreign Extra                 | 86         | porter bałtycki, koźlak majowy, Stout Foreign Extra, marcowe/Oktoberfest, witbier, bitter |
| V      | 2007 | Leszek Piątkowski           | porter bałtycki                     | 78         | porter bałtycki, klasztorne/Trippel, koźlak, pszeniczne ciemne (Dunkel Weizen), Irish Red Ale, Quasi-Grodziskie |
| IV     | 2006 | Tomasz Banachowicz          | koźlak                              | 61         | porter bałtycki, koźlak, klasztorne/Trappist Dubbel, India Pale Ale, pszeniczne jasne (Hefe-Weizen), dymione |
| III    | 2005 |                             |                                     | 46         | koźlak, pale ale, brown ale, porter bałtycki, pszeniczne, aromatyzowane |
| II     | 2004 |                             |                                     | 34         | jasne ale, jasne mocne ale, drożdżowo-pszeniczne (Hefe-Weizen), porter/stout |
| I      | 2003 |                             |                                     | 42         | jasne pełne, prawdziwe ciemne, otwarta |

## Konkurs Piw Rzemieślniczych

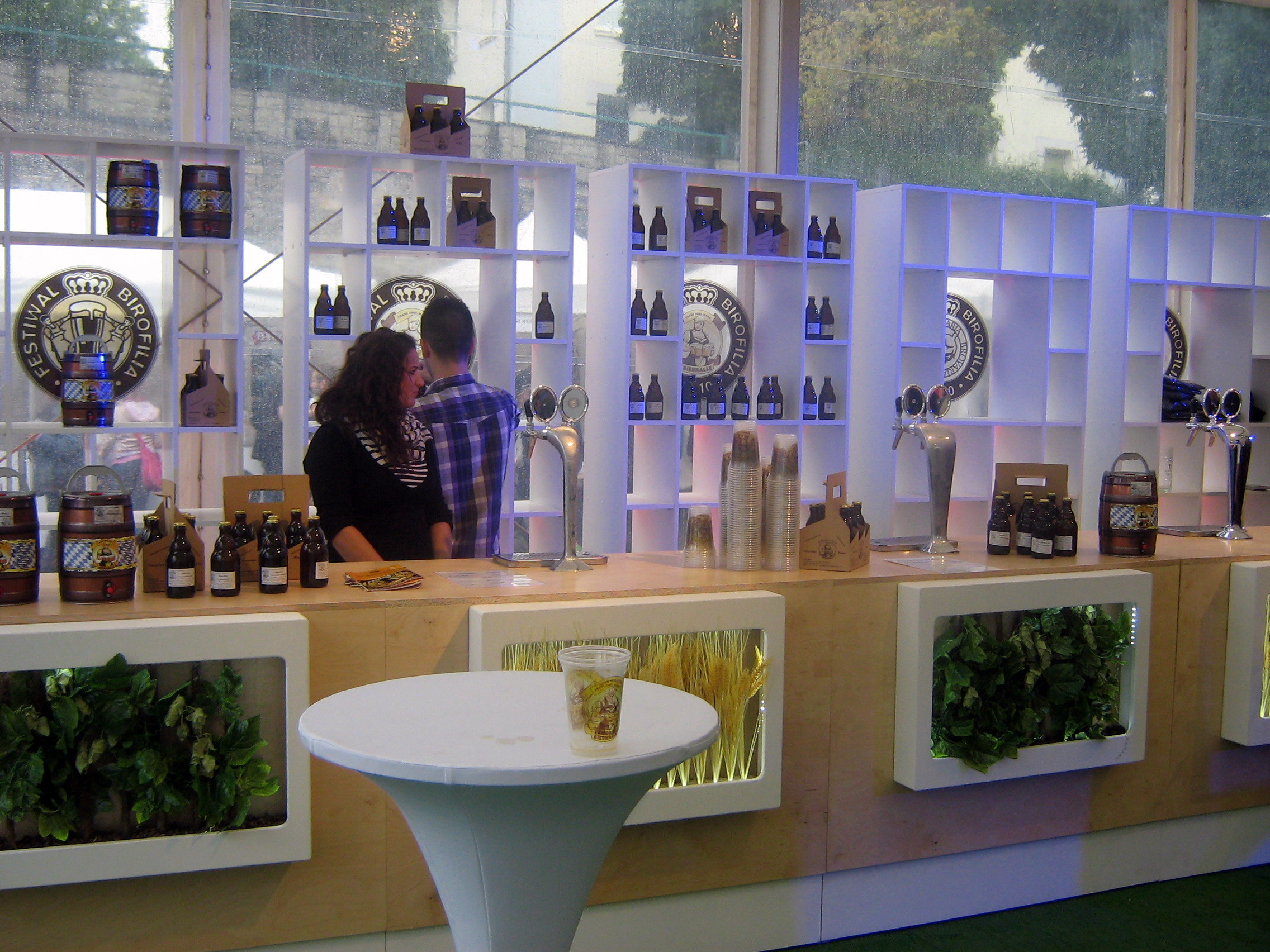
Strefa browarów restauracyjnych

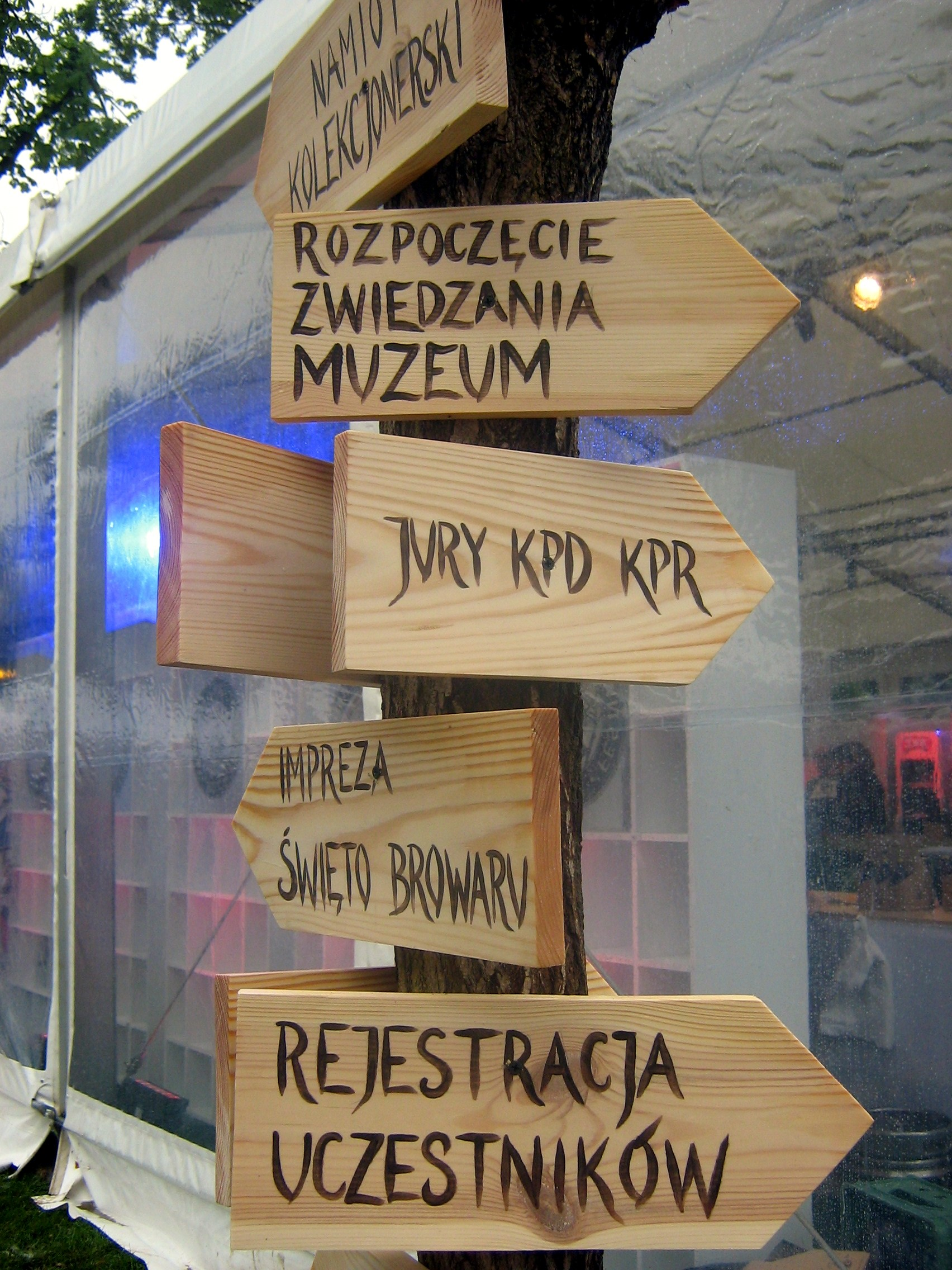
Drogowskaz

W 2006 r. na festiwalu pojawiły się po raz pierwszy piwa z browarów restauracyjnych. Były to piwa pszeniczne z Bierhalle (Warszawa), Browarmii (Warszawa) i Brovarii (Poznań). W nieoficjalnej degustacji zwyciężyło piwo z Bierhalle, a organizatorzy festiwalu i konkursu postanowili od następnego roku wprowadzić oficjalną kategorię konkursową dla piw pszenicznych z browarów rzemieślniczych. W 2009 r. konkurs został rozszerzony o piwa typu pilzner, a rok później o ciemne lagery.
| Rok  | I miejsce                | II miejsce                 | III miejsce         |
| ---- | ------------------------ | -------------------------- | ------------------- |
| 2011 | Minibrowar MajEr Gliwice | Brovarnia Gdańsk           | Pivovaria Radom     |
| 2010 | Bierhalle Łódź           | Grodzka 15 Lublin          | Browarmia Warszawa  |
| 2009 | Bierhalle Warszawa       | Mikrobrowar Kowal Koszalin | Browar Tumski Płock |
| 2008 | Bierhalle Łódź           | Bierhalle Warszawa         | Bierhalle Katowice  |
| 2007 | Bierhalle Katowice       | Bierhalle Warszawa         | Haust Zielona Góra  |

| Rok  | I miejsce                     | II miejsce        | III miejsce        |
| ---- | ----------------------------- | ----------------- | ------------------ |
| 2011 | Bierhalle Warszawa            | Grodzka 15 Lublin | Brovaria Poznań    |
| 2010 | Bierhalle Katowice            | Brovaria Poznań   | Haust Zielona Góra |
| 2009 | Minibrowar Haust Zielona Góra | Bierhalle Lódź    | Bierhalle Warszawa |

| Rok  | I miejsce        | II miejsce                | III miejsce       |
| ---- | ---------------- | ------------------------- | ----------------- |
| 2011 | Brovarnia Gdańsk | Minibrowar Kowal Koszalin | Grodzka 15 Lublin |

## Konkurs Dziennikarzy „Pszeniczna Bomba”
Od 2008 r. dziennikarze akredytowani przy Festiwalu Birofilia wybierają najlepsze piwo pszeniczne.
| Rok  | I miejsce          | II miejsce         | III miejsce              |
| ---- | ------------------ | ------------------ | ------------------------ |
| 2011 | C.K. Browar Kraków | Browarmia Warszawa | Minibrowar MajEr Gliwice |
| 2010 | Brovaria Poznań    | Browarmia Warszawa | C.K. Browar Kraków       |
| 2009 | Bierhalle Warszawa | Bierhalle Łódź     | Browar Tumski Płock      |
| 2008 | Bierhalle Łódź     | Bierhalle Katowice | Brovaria Poznań          |